# Sośnie (gromada)
Sośnie – dawna gromada, czyli najmniejsza jednostka podziału terytorialnego Polskiej Rzeczypospolitej Ludowej w latach 1954–1972.
Gromady, z gromadzkimi radami narodowymi (GRN) jako organami władzy najniższego stopnia na wsi, funkcjonowały od reformy reorganizującej administrację wiejską przeprowadzonej jesienią 1954 do momentu ich zniesienia z dniem 1 stycznia 1973, tym samym wypierając organizację gminną w latach 1954–1972.
Gromadę Sośnie z siedzibą GRN w Sośniach utworzono – jako jedną z 8759 gromad na obszarze Polski – w powiecie ostrowskim w woj. poznańskim, na mocy uchwały nr 32/54 WRN w Poznaniu z dnia 5 października 1954. W skład jednostki weszły obszary dotychczasowych gromad Janisławice, Mariak, Kocina i Sośnie ze zniesionej gminy Sośnie w tymże powiecie. Dla gromady ustalono 15 członków gromadzkiej rady narodowej.
1 stycznia 1962 do gromady Sośnie włączono obszary zniesionych gromad Bogdaj i Cieszyn w tymże powiecie.
4 lipca 1968 do gromady Sośnie włączono miejscowość Granowiec ze zniesionej gromady Boników w tymże powiecie.
31 grudnia 1971 do gromady Sośnie włączono obszar zniesionej gromady Chojnik w tymże powiecie.
Gromada przetrwała do końca 1972 roku, czyli do kolejnej reformy gminnej.  1 stycznia 1973 w powiecie ostrowskim reaktywowano gminę Sośnie.